# Leo Janssen

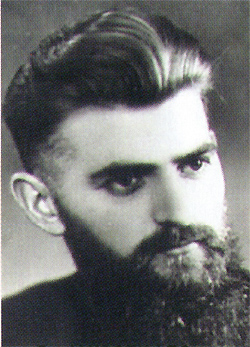
Leo Janssen

Leonardus 'Leo' M. Janssen S.C.I. (Beek, 25 oktober 1926 - Wamba, 26 november 1964) was een pater en missionaris van de Priesters van het Heilig Hart.
Janssen werd tot priester gewijd te Leuven op 13 juli 1952 en vertrok naar de missie op 15 juni 1954. Hij was er tien jaar actief als 'broussepater', op pad doorheen de wildernis of brousse om gelovigen te bezoeken in de afgelegen dorpen.
Hij werd in 1964, tijdens de Congocrisis, samen met nog een dertigtal anderen in Wamba vermoord door de Simba's bij de moordpartij in Wamba.